# Frederick Emil Eberhard Schenck

Figuren, die die Literatur und die bildenden Künste symbolisieren, Haupteingang, Carnegie Central Library, Hammersmith, von F. E. E. Schenck. Signiert und datiert 1905

Frederick Emil Eberhard Schenck (* 31. August 1849 in Edinburgh, Schottland; † 21. Februar 1908 in England) war ein britischer Bildhauer und Designer deutscher Herkunft. Er spezialisierte sich auf Bauplastik und wurde insbesondere durch seine Zusammenarbeit mit dem Architekten Henry Thomas Hare (1860–1921) bekannt.

## Leben
Frederick Emil Eberhard Schenck wurde 1849 in Edinburgh als Sohn des aus Offenbach am Main stammenden Lithografen Frederick Emil Ernest Theodore Schenck geboren, der 1840 nach Schottland emigriert war. Nach seiner Schulzeit arbeitete Schenck zunächst im lithografischen Betrieb seines Vaters, entschied sich nach zwei Jahren jedoch für eine künstlerische Laufbahn. Er studierte an der Edinburgh School of Art und gewann 1872 eine Bronzemedaille im National Art Competition. Anschließend arbeitete er kurzzeitig bei der Keramikmanufaktur Josiah Wedgwood & Sons, bevor er zwei Jahre lang an der National Art Training School in South Kensington, London, studierte. 1888 zog er dauerhaft nach London, wo er eng mit dem Architekten Henry Hare zusammenarbeitete. Schenck verstarb am 21. Februar 1908 in England.

## Werk

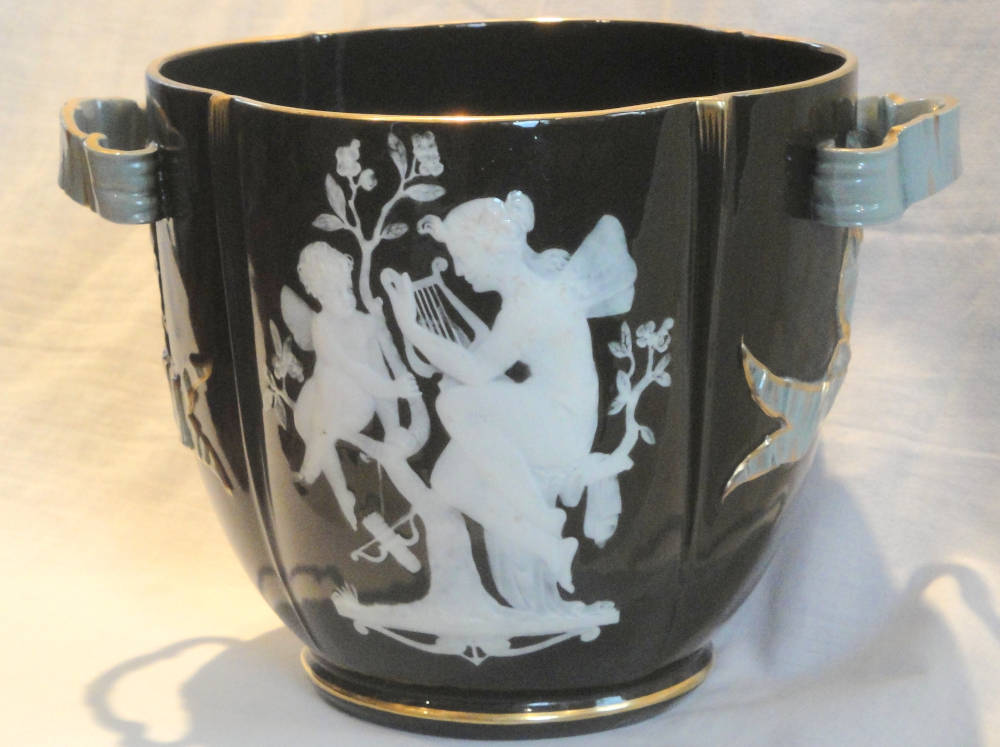
Übertopf. Entworfen von Frederick Emil Eberhard Schenck. Hersteller: George Jones. Pate-sur-pate-Porzellan

Frederick Emil Eberhard Schenck war ein Vertreter der sogenannten New-Sculpture-Bewegung, die sich durch eine realistischere und dynamischere Darstellung in der Bildhauerei auszeichnete. Er spezialisierte sich auf Bauplastiken. Zu seinen bedeutendsten Werken zählen:
- Oxford Town Hall: Zehn Reliefs, darunter die Figur Industry, die 1897 in der Royal Academy ausgestellt wurde.
- Stafford Municipal Buildings: Acht Reliefs, die verschiedene Industriezweige darstellen, darunter Agriculture, das 1896 in der Royal Academy präsentiert wurde.
- Shoreditch Public Library and Baths: Außendekorationen aus Terrakotta, einschließlich vier Figuren.
- Privathäuser in London: Skulpturen für Häuser in Harley Street und Curzon Street.
- The Scotsman Building in Edinburgh: Fassadenskulpturen.
- Islington Library: Skulpturen von Francis Bacon und Edmund Spenser.
- Hammersmith: Statuen von John Milton und William Shakespeare.